# Richard Maunder
Charles Richard Francis Maunder (* 23. November 1937 in Southsea, Hampshire; † 5. Juni 2018 in Cambridge) – in seinen mathematischen Veröffentlichungen C. R. F. Maunder – war ein britischer Mathematiker und Musikwissenschaftler.

## Werdegang
Maunder promovierte 1962 in Mathematik an der University of Cambridge bei J. F. Adams mit einer Dissertation über Kohomologieoperationen.
Nach einem Aufenthalt an der University of Southampton wurde er 1964 Fellow an der Christ’s College, Cambridge.

## Leistungen

### Mathematik
Maunders Arbeitsgebiet war die Algebraische Topologie. Er benutzte Postnikow-Systeme, um eine Alternativkonstruktion der Atiyah-Hirzebruch-Spektralsequenz zu geben. Bei dieser Konstruktion lassen sich die Differentiale besser beschreiben. Die von ihm konstruierte Familie von höheren Kohomologieoperationen auf Mod-2-Kohomologie wurde von mehreren Autoren diskutiert. 1981 gab er einen kurzen Beweis des Satzes von Kan–Thurston, wonach es zu jedem wegzusammenhängenden topologischen Raum {\displaystyle X} eine diskrete Gruppe {\displaystyle \pi } gibt derart, dass es einen Homologie-Isomorphismus vom Eilenberg-MacLane-Raum {\displaystyle K(\pi ,1)} nach {\displaystyle X} gibt. Sein Lehrbuch Algebraic Topology (1970) ist in der Dover-Ausgabe von 1996 weiterhin verbreitet.

### Musikwissenschaft
Maunder erstellte eine Neufassung von Mozarts Requiem. Er legte damit im Anschluss an andere Musikwissenschaftler wie Ernst Hess, Franz Beyer und Robert D. Levin eine grundlegende Überarbeitung von Mozarts letztem Werk vor, bei der er, wie seine Vorgänger, Süßmayrs Ergänzungen soweit möglich entfernen und durch Mozarts eigene Ideen ersetzen wollte. Diese Neufassung wurde 1983 von Christopher Hogwood mit der Academy of Ancient Music eingespielt und erschien 1988 im Partiturdruck.
1992 wurde sie von Rupert Gottfried Frieberger eingespielt.
Hierbei verwarf Maunder Süßmayrs Sanctus und Benedictus vollständig und nahm sie aus dem Werk heraus, nur das Agnus Dei erachtete er aufgrund seiner Vergleiche mit anderen kirchenmusikalischen Werken Mozarts als authentisch. Weiterhin komponierte Maunder für den Abschluss des Lacrimosa eine Amen-Fuge, für die er Mozarts Skizzenblatt sowie eine Fuge für Orgelwalze von Mozart (KV 608) als Ausgangspunkt nahm. Weiterhin überarbeitete er Süßmayrs Instrumentierung im gesamten Requiem grundlegend.
Diese Fassung wurde im deutschsprachigen Raum mehrmals aufgeführt, u. a. in der Choreographie Requiem! von Birgit Scherzer.
1990 erschien Maunders Ausgabe von Mozarts c-Moll-Messe.
Diese wurde 2005 von Paul McCreesh eingespielt.

## Werke

### Mathematik
- Cohomology operations of the Nth kind. In: Proceedings of the London Mathematical Society. Third Series. Band 13, Nr. 1, 1963, ISSN 0024-6115, S. 125–154.
- The spectral sequence of an extraordinary cohomology theory. In: Mathematical Proceedings of the Cambridge Philosophical Society. Band 59, Nr. 3, Juli 1963, ISSN 0305-0041, S. 567–574.
- Algebraic Topology. Van Nostrand Reinhold, London 1970, ISBN 0-442-05168-9. Wieder aufgelegt 1980 (Cambridge University Press, ISBN 0-521-29840-7) und 1996 (Dover Publications, Mineola, ISBN 0-486-69131-4)
- A short proof of a theorem of Kan and Thurston. In: Bulletin of the London Mathematical Society. Band 13, Nr. 4, 1981, ISSN 0024-6093, S. 325–327.

### Musikwissenschaft
- (als Herausgeber) Wolfgang Amadeus Mozart: Requiem, K. 626. Full score. Oxford University Press, 1988, ISBN 0-19-337618-0.
- Mozart's Requiem. On preparing a new edition. Clarendon Press, Oxford 1988, ISBN 0-19-316413-2.
- (als Herausgeber) Wolfgang Amadeus Mozart: Mass in C Minor K427. Oxford University Press, 1990, ISBN 0-19-337615-6.
- Keyboard instruments in eighteenth-century Vienna. Clarendon Press, 1998, ISBN 0-19-816637-0.